# Nathaniel Hawthorne
Nathaniel Hawthorne (születési neve: Nathaniel Hathorne) (Salem, Massachusetts, 1804. július 4. – Plymourth, New Hampshire, 1864. május 19.) amerikai regény- és novellaíró, az amerikai irodalom kulcsfigurája a 19. században.

## Élete
Régi, törzsökös puritán családból származott. Egyik őse, John Hathorne (1641-1717) az 1692-es salemi boszorkányperek egyik bírája volt. Apja, a tengerészkapitány, 1808-ban halt meg Holland-Guyanában, családját szűkös anyagi körülmények közt hagyva hátra. Hawthorne anyjával és két nővérével Salemben és a Maine állambeli Raymondban nevelkedett. 1821 és 1825 között a Brunswick-i Bowdoin College-ban tanult, itt kötött barátságot a költő Longfellow-val, Franklin Pierce-szel, a későbbi elnökkel, és Horatio Bridge-dzsel. Iskolái elvégzése után elhatározta, hogy író lesz; anyjával élt salemi házukban, és történetek írásába kezdett. 1828-ban Fanshawe címmel egy regényt publikált, melyet azonban rövidesen megtagadott, a fellelhető példányokat összevásárolta és elégette. Első "igazi" kötetét folyóiratokban már publikált novelláiból állította össze, és először 1837-ben, majd az anyagot kétszeresére bővítve 1842-ben adta ki. 1839-ben eljegyezte Sophia Peabodyt, de házasságukra – anyagi nehézségek miatt – csak 1842-ben került sor. E két dátum között rövid ideig a Brook Farm nevű kísérleti jellegű, transzcendentalista kommunában élt, és a bostoni vámházban is dolgozott. Házassága után Concordba költözött, ahol megismerkedett Emersonnal és Thoreau-val. 1846-ban újabb novelláskötetet adott ki, amellyel elnyerte Herman Melville barátságát. 1846 és 1849 között a salemi vámházban dolgozott, mint mázsamester. A sikert 1850-ben megjelent első regénye, A skarlát betű hozta meg. Ettől fogva jómódban élt, és egymás után adta ki újabb könyveit. Három gyermeke született. 1853-ban Pierce elnök konzulnak nevezte ki Liverpoolba. Ekkor családjával Angliába utazott, és ott élt egészen 1857-ig, amikor lemondott posztjáról, és három évre Olaszországba költözött. 1860-ban tért haza végleg Amerikába. Utolsó éveiben tehetségébe és műveinek értékébe vetett hite megrendült, és alkotóereje lassan elapadt. Ebből az időből csupán töredékek maradtak utána.

## Művei
Novelláit három típusba sorolhatjuk. Az elsőbe esszéi és novellisztikus vázlatai tartoznak, melyeknek célja nem több, mint egy lelkiállapot, egy hely, egy táj vagy egy élmény érzékletes leírása. A második típust a krónikás jellegű novellák és anekdoták alkotják, amelyek New England múltjából veszik témájukat, és rendszerint valós történelmi tényeken alapulnak. Hawthorne legjobb, legismertebb novelláit a harmadik típusban találhatjuk. Ezek morális töltésű allegóriák a bűntudatról, meseszerű, gyakran fantasztikus történetbe ágyazva. Szinte minden alakját valami eltitkolt, gyakran önmaga előtt sem tisztázott bűn terhe nyomasztja, ami néha groteszk, de mindig borzasztó vezeklés terhét rója rájuk. Az ősi örökség, a puritán szellem mélyenjáró kritikája valósul meg itt, amely Hawthorne személyes, családi öröksége is volt. Ezekben a történetekben a korabeli Amerika különös, valótlannak tetsző mesevilágként jelenik meg, "ahol a legmerészebb ábrándokat és a legőrültebb lázálmokat is valóra váltják az élet mindennapjai".

## Legfontosabb kötetei
- Másodjára elmondott történetek (Twice Told Tales) – 1837, 1842, elbeszélések
- Mohák egy régi paplakról (Mosses from an Old Manse) – 1846, elbeszélések
- A skarlát betű (The Scarlet Letter) – 1850, regény
- A hétormú ház (The House of the Seven Gables) – 1851, regény
- A hóember (The Snow Image) – 1851, elbeszélések
- Derűvölgy románca (The Blithedale Romance) – 1852, regény
- Átalakulás, avagy a Monte-Beni családrege (The Marble Faun) – 1860, regény

## Magyarul
Néhány újabb fordítás folyóiratokban és antológiákban olvasható: A Hármasdomb rejtekén (Art Limes Almanach 1999), A nászi lélekharang, A séker menyegző (Holmi 2000/4), A képzelet sötétkamrája (Confessio 2007/1.), Látnoki képek (Holmi 2007/6.), A Gyarmati Ház legendái I-IV. (Confessio 2009/1-4.), Zaklatott álmok (Düledék palota. Klasszikus rémtörténetek, 2009), Mr. Higginbotham végveszélyben (Holmi 2011/5.), A fehér vénkisasszony (Confessio 2012/4.).
- Átalakulás, vagy A Monte-Beni családrege, 1-2. köt.; ford. Veres Sándor; Légrády, Pest, 1871
- A gyémántkirály; ford. ?; Athenaeum, Bp., 1877 (Az Athenaeum olvasótára II.)
- A nászutazás és egyéb elbeszélések; ford. Sasvári Ármin; Athenaeum, Bp., 1905 k. (Az Athenaeum olvasótára I.)
- A nagy karbunkulus és más rejtelmes történetek; Kosmos, Bratislava, 1921 (Kosmos könyvtár)
- A skarlát betű. Regény; ford. Telekes Béla; Athenaeum, Bp., 1921 (Athenaeum könyvtár)
- Dr. Heidegger kisérlete. Az eredeti teljes szöveg és hű magyar fordítása; ford. Reichard Piroska; Lantos, Bp., 1925 (Kétnyelvű klasszikus könyvtár)
- Aranyvarázs és más görög regék; ford. Éber László; Katz, Bp., 1931
- A túlvilági út; ford. Harsányi László; American Tract Society, New York, 1932
- A skarlát betű; ford. Bálint György; Az Est, Bp., 1935 (Filléres klasszikus regények)
- A héttornyú ház. Regény; ford. Fodor József; Athenaeum, Bp., 1941 (Híres könyvek)
- A szépség szerelmese; Aurora, Bp., 1944
- Peter Goldthwaite kincse / A szépség megszállottja; ford. Bácski Anna, Ştiinţă şi Tehnică, Bucureşti, 195? (Tudományos-fantasztikus elbeszélések)
- A hétormú ház. Románc; ford. Kászonyi Ágota; Európa, Bp., 1969
- Derűvölgy románca. Regény; ford. Vámosi Pál, utószó Valkay Sarolta; Európa, Bp., 1973
- A lelkipásztor fekete fátyla. Elbeszélések; ford. Balabán Péter et al., vál. Gy. Horváth László, utószó Tóth Csaba; Európa, Bp., 1979
- A hétormú ház. Regény és elbeszélések / Az ősz bajnok / Wakefield; ford. Balabán Péter, Kászonyi Ágota, Udvarhelyi Hanna, utószó Tóth Csaba; Európa, Bp., 1980 (A világirodalom remekei)
- A skarlát betű; ford. Feldmár Terézia; Ulpius-ház, Bp., 2013 (Ulpius-ház klasszikusok)